# Daa! Daa! Daa!
UFO Baby (яп. だぁ!だぁ!だぁ! Даа! Даа! Даа!) — манга, автором которой является Кавамура Мика.

## Сюжет
Мию Кодзуки обыкновенная японская ученица 8 класса, чьи родители работают в США в НАСА. Её отправляют жить со старым другом родителей — Хосё Сайондзи (монах, который живёт в храме на холме). Однако монах отправляется в паломничество в Индию на год и отправляет своего сына Канату жить в том же доме, что и Мию. Внезапно на Землю прилетает космический корабль с младенцем по имени Ру и его питомцем, похожим на смесь кота и хомяка — Вання, который может принимать облик человека. Они прибыли с планеты Отто через межпространственную дыру, и теперь не могут вернуться обратно. Поэтому Мию и Каната соглашаются временно приютить их в своём доме. Главным героям предстоит выполнять роль родителей, они будут любить и защищать Ру-куна и Ванню. По мере развития сюжет будут происходить забавные ситуации. Позже спасательная команда прибудет за Ру-куном и вернёт его обратно на планету Отто. Гораздо позже Мию и Каната снова соединяются и женятся. У Мию рождается дочь.

## Персонажи

### Главные герои
Мию Кодзуки (яп. 光月 未夢) — Главная героиня истории. Её родители работают в США, в НАСА. Она живёт одна вместе с Канатой и по мере развития сюжета влюбляется в него. В манге они целуются 2 раза. Очень привязана к Ру-куну. Очень добрая и заботливая. В манге Мию выходит замуж за Канату, и они живут в храме в месте со своей дочкой. А спустя 12 лет Мию встречает Ру-куна. Хотя Мию и Каната заботятся друг о друге, они часто спорят.
Сэйю: Каори Надзука
Каната Сайондзи (яп. 西遠寺 彷徨) — Главный герой истории, тихий и на первый взгляд холодный парень. Он очень популярен в школе, особенно среди девушек. Очень хорош в спорте. Мию и Каната сохраняют тайну, что они живут вместе и говорят всем, что они двоюродные брат и сестра. Влюбляется позже в Мию. Очень любит тыкву.
Сэйю: Юко Сампэй
Ру-кун (яп. ルゥ) — Инопланетный ребёнок с планеты Отто. Может левитировать а также управлять объектами посредством телекинеза. Очень любит Мию и Канату. Часто использует свои способности и неподходящее время, чем создаёт лишние проблемы для главных героев. Среди людей известен как младший брат Мию, на сам считает, что Мию и Каната являются его родителями.
Сэйю: Мика Канай
Вання (яп. ワンニャー) — Личный питомец Ру-куна, которому поручено ухаживать за ним. Может превращаться в человека, другое животное или даже предмет. Все события дня записывает в электронный дневник.
Сэйю: Тиэми Тиба

### Второстепенные персонажи
Кристина Ханакомати (яп. 花小町 クリスティーヌ) — Он наполовину француженка из богатой семьи. С виду очень застенчивая но очень ревнует когда, видит Мию и Канату вместе. В ярости она может поднять тяжёлые объекты, чтобы швырнуть их. Любит кататься на лыжах и лошадях.
Сэйю: Харуна Икэдзава
Момока Ханакомати (яп. 花小町 ももか) — 3-х летняя двоюродная сестра Кристины. Она объявила, что является девушкой Ру и точит зуб на Мию, так она называет её бабушкой, или мадам (намекая, что по сравнению Момокой, Мию старая). Позже узнаёт о тайне Ру.
Сэйю: Тинами Нисимура
Ая Кониси (яп. 小西 綾) — Одноклассница Мию и Канаты, часто ходит по магазинам с Нанами. А также близкая подруга Мию. Часто принимает участие в школьных спектаклях. Когда злится, то начинает говорить на французском языке.
Сэйю: Ацуко Эномото
Нанами Тэнти (яп. 天地 ななみ) — Одноклассница Мию и Канаты. Лучшая подруга Мию, она часто вместе с Аей ходит с ней по магазинам. Нанами как правило очень весёлая и беззаботная. Очень любит есть и любит носить одежду в старом стиле.
Сэйю: Асако Сиракура
Санта Куросу (яп. 黒須 三太) — Лучший друг Канаты. У него часто появляются странные идеи. Любит старые записи. Впервые встретился с Канатой на ТВ-шоу.
Сэйю: Хикару Токита
Нодзому Хикаригаока (яп. 光ヶ丘 望o) — Одноклассник Мию и Канаты и соперник второго. У него есть домашняя птица по имени Окамэ, который помогает ему выдавать розы девушкам. Из-за того, что постоянно преследует Мию, она думает, что он инопланетянин. В конце манги становится магом.
Сэйю: Тайсукэ Ямамото

## Медия

### Манга
Впервые манга публиковалась издательством Kodansha в ежемесячном журнале Nakayoshi. Всего выпущено 9 томов манги.

### Аниме
На основе сюжета манги студией J.C.Staff был выпущен аниме-сериал, который транслировался по спутниковому телеканалу NHK-BS2 с 26 марта 2000 года по 16 февраля 2002 года. Во время показа на территории Японии, сериал вошёл в двадцатку топ-сериалов Японии.

### Игра
На основе сюжета манги на территории Японии компанией Video System в 2000 году была выпущена компьютерная игра в жанре ККИ для игровой консоли Game Boy Color под названием Dā! Dā! Dā! Totsuzen ★Card de Battle de Uranai De!? (яп. だぁ!だぁ!だぁ!
とつぜん★カードでバトルで占いで!?)

### Музыка
Открывающая тема
- Heart no Tsubasa (яп. ハートのつばさ Hāto no Tsubasa) исполняла: Юко Мацудзаки
- Happy Flower исполняла: Юко Мацудзаки

Закрывающая тема
- Boy Meets Girl исполняла: Тэцуя Комуро
- Yukkuri (яп. ゆっくり) исполняла: Хитоми Миэно